# 1994 год в спорте
Список 1994 год в спорте описывает спортивные события, произошедшие в 1994 году.

## Россия
- Командный чемпионат России по спидвею 1994;
- МХЛ в сезоне 1993/1994;
- Первая лига ПФЛ 1994;
- Первенство России по хоккею с мячом среди команд первой лиги 1993/1994;
- Чемпионат России по конькобежному спорту в классическом многоборье 1994;
- Чемпионат России по хоккею с мячом 1993/1994;
- Чемпионат России по шахматам 1994;

### Баскетбол
- Чемпионат России по баскетболу 1994/1995;
- Созданы клубы:
  - «Динамо» (Курск);
  - «Надежда»;
  - «Энергия»;

### Волейбол
- Чемпионат России по волейболу среди женщин 1993/1994;
- Чемпионат России по волейболу среди женщин 1994/1995;
- Чемпионат России по волейболу среди женщин 1993/1994;
- Чемпионат России по волейболу среди мужчин 1994/1995;

### Футбол
- Первая лига ПФЛ 1994;
- Вторая лига ПФЛ 1994;
- ФК «Анжи» в сезоне 1994;
- ФК «Спартак» Москва в сезоне 1994;
- ФК «Ротор» в сезоне 1994;
- Чемпионат России по футболу 1994;
- Созданы клубы:
  - «Амкар»;
  - «Виктория» (Назарово);
  - «Заводчанин» (Саратов);
  - «Красногвардеец»;
  - «Кристалл» (Сергач);
  - «Распадская»;
  - «Спартак-Братский»;
  - «Спартак-Пересвет»;
  - «Югра»;
- Расформированы клубы:
  - «Аган»;
  - «Атоммаш»;
  - «Вест»;
  - «Гигант» (Грозный);
  - «Иргиз»;
  - ЦСКА-2 (Москва);
  - «Эрзу»;
- Созданы мини-футбольные клубы:
  - «Саратовец»;
  - «Факел»;

#### Женский футбол
- Матчи женской сборной России по футболу 1994;
- Чемпионат России по футболу среди женщин 1994;

### Хоккей с мячом
- Первенство России по хоккею с мячом среди команд первой лиги 1993/1994;
- Первенство России по хоккею с мячом среди команд первой лиги 1994/1995;
- Чемпионат России по хоккею с мячом 1993/1994;
- Чемпионат России по хоккею с мячом 1994/1995;

## Международные события
- Santiago Hellman’s Cup 1994;
- Игры доброй воли 1994;
- К-1 (Мировой Гран-при 1994);
- Летние Азиатские игры 1994;
  - Волейбол на летних Азиатских играх 1994;
- Кубок Кремля 1994;
  - Кубок Кремля 1994 в одиночном разряде;
  - Кубок Кремля 1994 в парном разряде;
- Кубок мира по биатлону 1993/1994;

### Зимние Олимпийские игры 1994
- Биатлон;
  - индивидуальная гонка (мужчины);
  - спринт (мужчины);
  - эстафета (женщины);
  - эстафета (мужчины);
- Бобслей;
  - двойки;
  - четвёрки;
- Горнолыжный спорт;
  - скоростной спуск (женщины);
  - скоростной спуск (мужчины);
  - супергигант (женщины);
  - супергигант (мужчины);
- Конькобежный спорт;
- 3000 метров (женщины);
- 500 метров (мужчины);
- Лыжное двоеборье;
- Лыжные гонки;
- Прыжки с трамплина;
- Фигурное катание;
  - одиночное катание (женщины);
  - одиночное катание (мужчины);
  - парное катание;
- Фристайл;
- Хоккей;
- Шорт-трек;

Медальный зачёт на зимних Олимпийских играх 1994
- Викингскипет;
- Лисгардсбаккен;

### Чемпионаты Европы
- Чемпионат Европы по биатлону 1994;
- Чемпионат Европы по гандболу среди мужчин 1994;
- Чемпионат Европы по фигурному катанию 1994;

### Чемпионаты мира
- Чемпионат мира по академической гребле 1994;
- Чемпионат мира по биатлону 1994;
- Чемпионат мира по борьбе 1994;
- Чемпионат мира по конькобежному спорту в классическом многоборье 1994;
- Чемпионат мира по конькобежному спорту в классическом многоборье среди женщин 1994;
- Чемпионат мира по международным шашкам среди мужчин 1994;
- Чемпионат мира по тяжёлой атлетике 1994;
- Чемпионат мира по фигурному катанию 1994;
- Чемпионат мира по хоккею на траве среди женщин 1994;
- Чемпионат мира по хоккею на траве среди мужчин 1994;
- Чемпионат мира по художественной гимнастике 1994;

### Баскетбол
- Европейская лига ФИБА 1993/1994;
- Европейская лига ФИБА 1994/1995;
- Неудачный переезд Миннесоты Тимбервулвз в Новый Орлеан;
- Чемпионат мира по баскетболу 1994;

### Волейбол
- Кубок европейских чемпионов по волейболу среди женщин 1993/1994;
- Кубок европейских чемпионов по волейболу среди женщин 1994/1995;
- Мировая лига 1994;
- Мировой Гран-при по волейболу 1994;
- Чемпионат Европы по волейболу среди женщин 1995 (квалификация);
- Чемпионат Европы по волейболу среди мужчин 1995 (квалификация);
- Чемпионат мира по волейболу среди женских клубных команд 1994;
- Чемпионат мира по волейболу среди женщин 1994;
- Чемпионат мира по волейболу среди мужчин 1994;
- Чемпионат Украины по волейболу среди женщин 1993/1994;
- Чемпионат Украины по волейболу среди женщин 1994/1995;
- Чемпионат Украины по волейболу среди мужчин 1993/1994;
- Чемпионат Украины по волейболу среди мужчин 1994/1995;

### Снукер
- British Open 1994;
- Dubai Classic 1994;
- European Open 1994;
- International Open 1994;
- Irish Masters 1994;
- Thailand Open 1994;
- Гран-при 1994;
- Мастерс 1994;
- Открытый чемпионат Уэльса по снукеру 1994;
- Официальный рейтинг снукеристов на сезон 1993/1994;
- Официальный рейтинг снукеристов на сезон 1994/1995;
- Снукерный сезон 1993/1994;
- Снукерный сезон 1994/1995;
- Чемпионат Великобритании по снукеру 1994;
- Чемпионат мира по снукеру 1994;
- Чемпионат мира по снукеру среди любителей 1994;

### Футбол
- Матчи сборной России по футболу 1994;
- Матчи сборной СНГ по футболу;
- Кубок Либертадорес 1994;
- Кубок обладателей кубков УЕФА 1994/1995;
- Кубок чемпионов КОНКАКАФ 1994;
- Кубок обладателей кубков УЕФА 1993/1994;
- Кубок обладателей кубков УЕФА 1994/1995;
- Международный футбольный кубок 1994;
- Финал Кубка обладателей кубков УЕФА 1994;
- Созданы клубы:
  - АЕК (Ларнака);
  - «Арабе Унидо»;
  - «Брайтенрайн»;
  - «Валмиера»;
  - «Гуанчжоу Фули»;
  - «Ди Си Юнайтед»;
  - «Динабург»;
  - «Дрита»;
  - «Ж. Малуселли»;
  - «Зонненхоф Гроссаспах»;
  - «Инвернесс Каледониан Тисл»;
  - «Кабушкорп»;
  - «Кавказ»;
  - «Мир»;
  - «Мито Холлихок»;
  - «Навруз» (Сулеймания);
  - «Ниса»;
  - «Оита Тринита»;
  - «Осиповичи»;
  - «Рома» (Бельцы);
  - РУОР;
  - «Славутич» (Киевская область);
  - «Спуманте»;
  - «Суперспорт Юнайтед»;
  - «Универсидад» (Лас-Пальмас);
  - «Универсидад де Консепсьон»;
  - «Унион Комерсио»;
  - «Ухань Оптикс Вэлли»;
  - «Фабус»;
  - «Харбин Итэн»;
  - «Хэнань Констракшн»;
  - «Цзянсу Сайнти»;
  - «Цуг 94»;
  - «Чонбук Хёндэ Моторс»;
  - «Шуртан»;
  - «Шэньчжэнь Руби»;
  - «Норт-Истерн»
- Расформированы клубы:
  - ДАГ (Рига);
  - «Молдова» (Боросений Ной);
  - «Олимпия» (Лиепая);
  - «Пезопорикос»;
  - «Строитель» (Даугавпилс);
  - «Универсул»;
  - ЭПА;
- Расформирован женский клуб «Динамо» (Киев);

#### Чемпионат мира по футболу 1994
- Финал чемпионата мира по футболу 1994;
- Футбольный матч Россия — Камерун (1994);
- Чемпионат мира по футболу 1994 (отборочный турнир, АФК);
- Чемпионат мира по футболу 1994 (отборочный турнир, КАФ);
- Чемпионат мира по футболу 1994 (отборочный турнир, КОНКАКАФ);
- Чемпионат мира по футболу 1994 (отборочный турнир, КОНМЕБОЛ);
- Чемпионат мира по футболу 1994 (отборочный турнир, ОФК);
- Чемпионат мира по футболу 1994 (отборочный турнир, УЕФА);
- Чемпионат мира по футболу 1994 (отборочный турнир);
- Чемпионат мира по футболу 1994 (составы);

### Хоккей с шайбой
- Группа С2 чемпионата мира по хоккею с шайбой 1994;
- Драфт НХЛ 1994;
- Квалификация группы C2 чемпионата мира по хоккею с шайбой 1994;
- Матч всех звёзд НХЛ 1994;
- МХЛ в сезоне 1993/1994;
- МХЛ в сезоне 1994/1995;
- НХЛ в сезоне 1993/1994;
- НХЛ в сезоне 1994/1995;
- Хоккей на зимних Олимпийских играх 1994;
- Чемпионат мира по хоккею с шайбой 1994;
- Чемпионат мира по хоккею с шайбой 1994 (женщины);

### Шахматы
- Женская шахматная олимпиада 1994;
- Шахматная олимпиада 1994;

## Моторные виды спорта
- Формула-1 в сезоне 1994;

## Персоналии

### Родились
- 29 января — Хамид Пасхаев, российский чеченский кикбоксер.